# トライデント (戦列艦・3代)
トライデント(HMS Trident)はイギリス海軍のエクセター級64門3等戦列艦。ウィリアム・ベイトリーが設計し、1768年4月20日にプリマス工廠で進水した。